# 普魯士的威廉明妮公主 (1751年—1820年)
普魯士的威廉明妮（德語：Friederike Sophie Wilhelmine von Preußen，1751年8月7日—1820年6月9日）是荷兰奧蘭治親王妃和普鲁士王国公主。她是奥兰治亲王威廉五世的妻子。
威廉明妮是普鲁士国王腓特烈·威廉一世的孙女。1767年，她和威廉五世在柏林结婚。
她活跃于荷兰政治中并多次影响丈夫的统治。1795年，愛國者（背后有法军支持）入侵荷蘭，迫使她和威廉五世逃往英国。几天后巴达维亚革命在阿姆斯特丹发生，荷兰共和国被巴达维亚共和国所取代。她一家最终流亡到德国。
她的儿子在1813年回到荷兰成为国王，是现今荷兰王室的創始者。